# Hernán D’Arcangelo
Hernán Javier D’Arcangelo (* 17. November 1980 in Córdoba) ist ein ehemaliger argentinischer Squashspieler.

## Karriere
Hernán D’Arcangelo höchste Platzierung in der Weltrangliste erreichte er mit Rang 98 im Mai 2013. Bei den Panamerikanischen Spielen gewann er 1999 mit der Mannschaft die Bronzemedaille. 2011 holte er in der Doppelkonkurrenz mit Robertino Pezzota eine weitere Bronzemedaille. Bei den Südamerikaspielen gewann er 2010 im Doppel Silber sowie Bronze mit der Mannschaft. Bei der Panamerikameisterschaft im Jahr 2012 wurde er im Einzel Vizemeister, während er im Doppel mit Robertino Pezzota und mit der Mannschaft den Titel gewann. Mit der argentinischen Nationalmannschaft nahm er 1999, 2011 und 2013 an der Weltmeisterschaft teil.

## Erfolge
- Vize-Panamerikameister: 2012
- Panamerikameister im Doppel: 2012 (mit Robertino Pezzota)
- Panamerikameister mit der Mannschaft: 2012
- Panamerikanische Spiele: 2 × Bronze (Mannschaft 1999, Doppel 2011)